# Carmine Tommasone
Carmine Tommasone (* 30. März 1984 in Avellino, Italien) ist ein italienischer Profiboxer im Federgewicht. Er war Olympiateilnehmer 2016 im Leichtgewicht.

## Karriere
Als Amateur wurde Tommasone 2008 italienischer Meister im Leichtgewicht.
Sein Profidebüt gewann er am 18. Juni 2010. Im Oktober 2014 wurde er gegen Mario Pisanti italienischer Meister im Federgewicht und gewann im April 2015 gegen Cristian Palma den Titel WBA Intercontinental. Im September 2015 besiegte er Jon Slowey beim Kampf um den EU-Titel der EBU.
Nachdem es erstmals Profiboxern möglich war, sich für die Olympischen Spiele 2016 in Rio de Janeiro zu qualifizieren, wurde Tommasone vom nationalen Boxverband nominiert und startete beim Qualifikationsturnier in Baku. Dort besiegte er Oleg Dovgun beim Einzug ins Halbfinale, schied dort jedoch gegen Amnat Ruenroeng aus und musste in den Entscheidungskampf gegen Yasin Yılmaz, den er nach Punkten für sich entscheiden konnte. Er startete daraufhin bei den Olympischen Spielen und schlug in der Vorrunde Lindolfo Delgado, schied aber dann im Achtelfinale gegen Lázaro Álvarez aus.
Zurück bei den Profis verteidigte er seinen WBA-Titel im Oktober 2016 gegen Jesus Antonio Rios. Beim Kampf um die WBO-Weltmeisterschaft im Leichtgewicht, verlor er am 2. Februar 2019 gegen Óscar Valdez.